# Martina Ernst
Martina Ernst (1 lipca 1983 w Ticino) – szwajcarska wioślarka.

## Osiągnięcia
- Mistrzostwa Świata Juniorów – Duisburg 2001 – jedynka – 6. miejsce[1].
- Mistrzostwa Europy – Montemor-o-Velho 2010 – czwórka podwójna – 3. miejsce[1].